# Găneasa, Olt
Găneasa este satul de reședință al comunei cu același nume din județul Olt, Oltenia, România.
Comuna Găneasa este alcătuită din satele: Găneasa, Izvoru, Grădiștea, Oltișoru și Dranovățu.
Biserica Sf. Nicolae, construită în jur de 1808-1812, refăcută în 1907, reparată 1968-1971. 
Construită de către Fota Vlădoianu.
Biserică se află în locul unde se afla și satul Găneasa înainte de a fi mutat pe deal pentru a nu mai fi afectat de apele râului Olt când ieșea din matcă.
Biserica Sf. Dumitru, construită în 1955-1958 de enoriași cu străduința preotului Gh. Ionescu.
 Acest articol despre o localitate din județul Olt este deocamdată un ciot. Puteți ajuta Wikipedia prin completarea lui.

Sat de o frumusețe rară cu păduri verzi de foioase, străbătut de râul Cungrea și cu celebrul copac,Tecul de la Ionicesti.